# 鹿廷瑄
鹿廷瑄（？—？），字玉相，号东儒。山东福山县人。清朝政治人物。

## 生平
康熙九年（1670年）庚戌科庚戌科进士第158名（与兄鹿廷瑛同榜登科）。康熙十七年（1678）授吴川县知县；康熙二十二年（1683）改直隶吴桥县知县。康熙二十五年至二十七年（1686--1688）任湖南平江知县。在任三年，清正廉洁，奉公守法，关心百姓，重视士人，审案明允，听讼无冤。有深山赤贫者，流动散居，为生活所迫多沦为盗贼。廷瑄选缓坡平地一隅，建造房屋，劝其下山定居，并分发种子、耕牛，稳定移民生活，一时传为佳话。州、府对他大加褒奖，并上报朝廷，康熙帝称他“循良第一”。离任日，士民立去思碑于署前。后调任承德知县，因积劳成疾，数年后以身殉职，猝死于县衙。宦迹入《大清一统志·名臣传》。

## 家族
有子一，名永鋐，官江南长洲县知县。